# Portal Romanyà
El Portal Romanyà és una obra de Piera (Anoia) inclosa a l'Inventari del Patrimoni Arquitectònic de Catalunya.

## Descripció
El portal Romanyà està format per una gran arc amb dovelles, amb l'escut de Pedralbes a la dovella central.
Un gran casal es troba a sobre mateix de la portada.

## Història
L'antic portal de Golard o portal Jussà, el 1559, es convertí en el portal de Romanyà, subsistent al segle xx, amb el gravat de l'escut de Pedralbes.
Antic portal d'entrada a la fortificació del barri del Mercadal.